# 鎮雄県
鎮雄県（ちんゆう-けん）は中華人民共和国雲南省昭通市に位置する県。

## 行政区画
下部に21鎮、5郷、2民族郷を管轄する。
- 鎮
  - 烏峰鎮、潑機鎮、黒樹鎮、母享鎮、大湾鎮、以勒鎮、赤水源鎮、芒部鎮、雨河鎮、羅坎鎮、牛場鎮、五徳鎮、坡頭鎮、以古鎮、場壩鎮、塘房鎮、中屯鎮、木卓鎮、塩源鎮、碗廠鎮、坪上鎮
- 郷
  - 魚洞郷、花朗郷、尖山郷、杉樹郷、花山郷
- 民族郷
  - 果珠イ族郷、林口イ族ミャオ族郷

## 交通

### 鉄道
- 中国国家鉄路集団
  - 成貴旅客専用線

（成都方面）- 鎮雄駅 -（貴陽方面）

### 道路
- 高速道路
  - S79 畢鎮高速道路